# Amphiporus
Amphiporus är ett släkte av slemmaskar som beskrevs av Ehrenberg 1831. Enligt Catalogue of Life ingår Amphiporus i familjen Amphiporidae, men enligt Dyntaxa är tillhörigheten istället ordningen Hoplonemertea.
Släktet Amphiporus indelas i:
- Amphiporus abyssorum
- Amphiporus adriaticus
- Amphiporus albicans
- Amphiporus allucens
- Amphiporus angulatus
- Amphiporus angulatus.
- Amphiporus antifuscus
- Amphiporus appendiculatus
- Amphiporus arcticus
- Amphiporus atypicus
- Amphiporus beringianus
- Amphiporus bicolor
- Amphiporus bicoloreus
- Amphiporus bimaculatus
- Amphiporus binarius
- Amphiporus binocellatus
- Amphiporus bioculatus
- Amphiporus brunneus
- Amphiporus buergeri
- Amphiporus caecus
- Amphiporus californicus
- Amphiporus canescens
- Amphiporus carinelloides
- Amphiporus cervicalis
- Amphiporus cordiceps
- Amphiporus cruciatus
- Amphiporus cruentatus
- Amphiporus delta
- Amphiporus depressus
- Amphiporus dissimulans
- Amphiporus dorsolineatus
- Amphiporus dubius
- Amphiporus exilis
- Amphiporus fabricii
- Amphiporus flavens
- Amphiporus flavescens
- Amphiporus folcatus
- Amphiporus formidabilis
- Amphiporus frontalis
- Amphiporus fulvus
- Amphiporus fuscosparus
- Amphiporus gelatinosus
- Amphiporus gerlachei
- Amphiporus giardinae
- Amphiporus glandulosus
- Amphiporus glutinosus
- Amphiporus greenmani
- Amphiporus griseus
- Amphiporus groenlandicus
- Amphiporus grubei
- Amphiporus hastatus
- Amphiporus heterosorus
- Amphiporus imparispinosus
- Amphiporus incubator
- Amphiporus inexpectatus
- Amphiporus insolitus
- Amphiporus islandicus
- Amphiporus iwatai
- Amphiporus japonicus
- Amphiporus julii
- Amphiporus korschelti
- Amphiporus lactifloreus
- Amphiporus lancetoformis
- Amphiporus langiaegeminus
- Amphiporus lecointei
- Amphiporus leptacanthus
- Amphiporus leuciodus
- Amphiporus macracanthus
- Amphiporus maculosus
- Amphiporus marmoratus
- Amphiporus martyi
- Amphiporus mathai
- Amphiporus matuanus
- Amphiporus mesosorus
- Amphiporus michaelseni
- Amphiporus mortonmilleri
- Amphiporus moseleyi
- Amphiporus multihastatus
- Amphiporus multioculatus
- Amphiporus multisorus
- Amphiporus murmanicum
- Amphiporus musculus
- Amphiporus nadtochiae
- Amphiporus nebulosus
- Amphiporus nelsoni
- Amphiporus nigrostriatus
- Amphiporus novaezelandiae
- Amphiporus ochraceus
- Amphiporus oligommatus
- Amphiporus parvus
- Amphiporus paulinus
- Amphiporus pellucidus
- Amphiporus perrieri
- Amphiporus peruvianus
- Amphiporus polyommatus
- Amphiporus pugnax
- Amphiporus punnetti
- Amphiporus quatrefagesi
- Amphiporus racovitzai
- Amphiporus reduncus
- Amphiporus regius
- Amphiporus reticulatus
- Amphiporus retrotumidus
- Amphiporus rhomboidalis
- Amphiporus roseus
- Amphiporus rubellus
- Amphiporus rubropunctus
- Amphiporus rufostriatus
- Amphiporus sanguineus
- Amphiporus septentrionalis
- Amphiporus similis
- Amphiporus sinuosus
- Amphiporus sipunculus
- Amphiporus spectabilis
- Amphiporus spinosissimus
- Amphiporus spinosus
- Amphiporus stimpsoni
- Amphiporus superbus
- Amphiporus tetrasorus
- Amphiporus texanus
- Amphiporus thallius
- Amphiporus thompsoni
- Amphiporus tigrinus
- Amphiporus typicus
- Amphiporus vaillanti
- Amphiporus validissimus
- Amphiporus virgatus
- Amphiporus vitae
- Amphiporus vittatus

## Bildgalleri

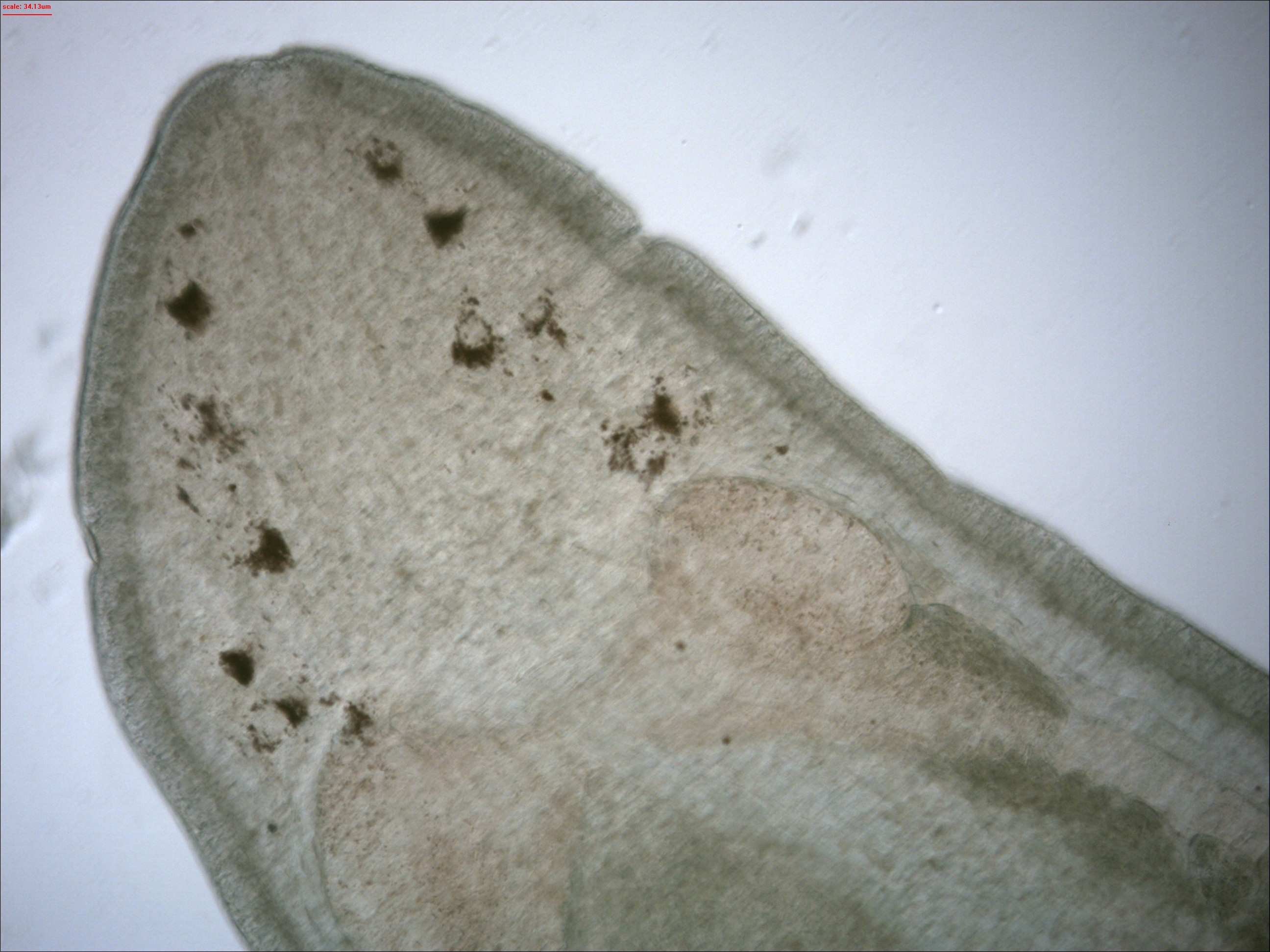
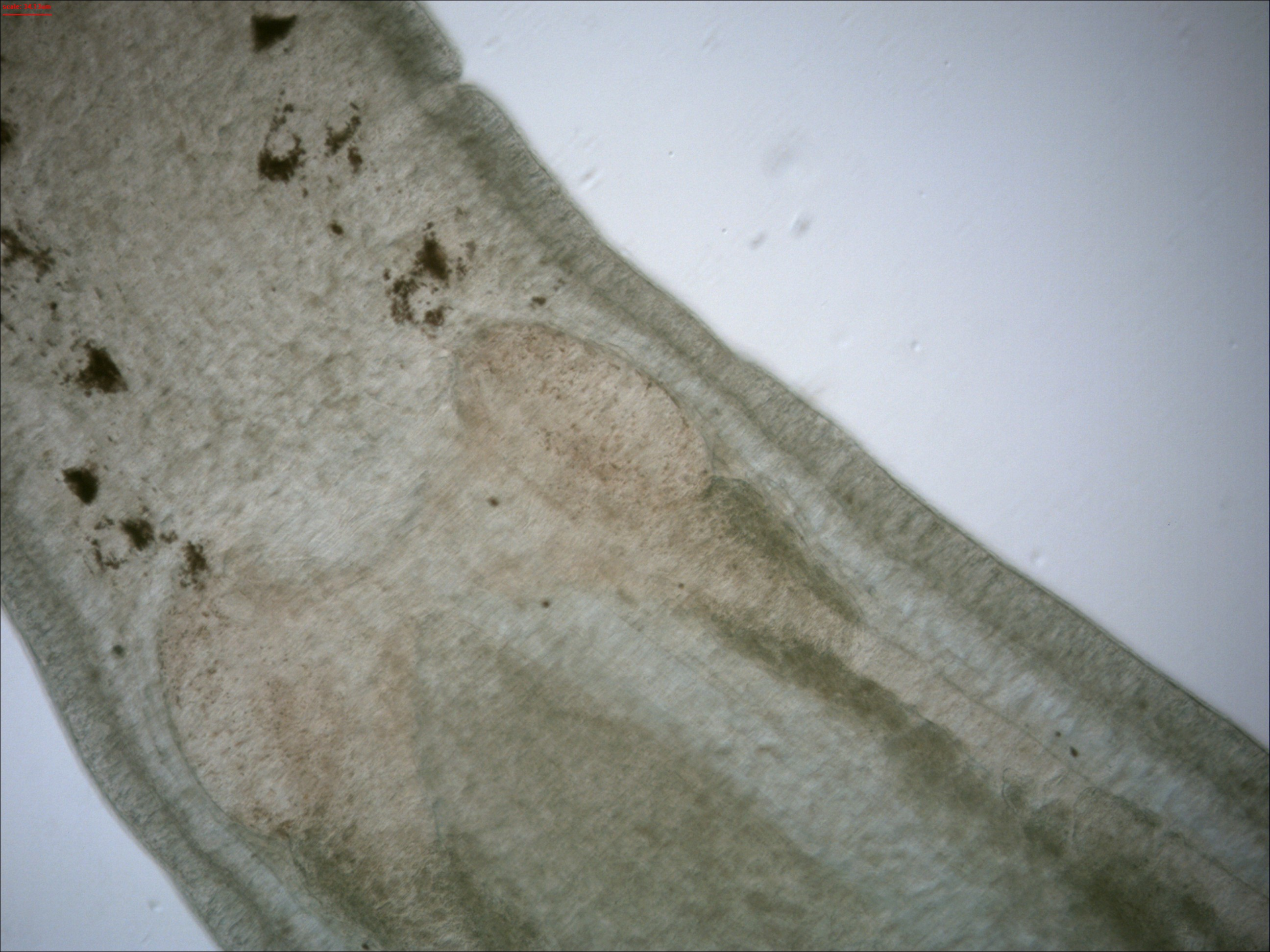
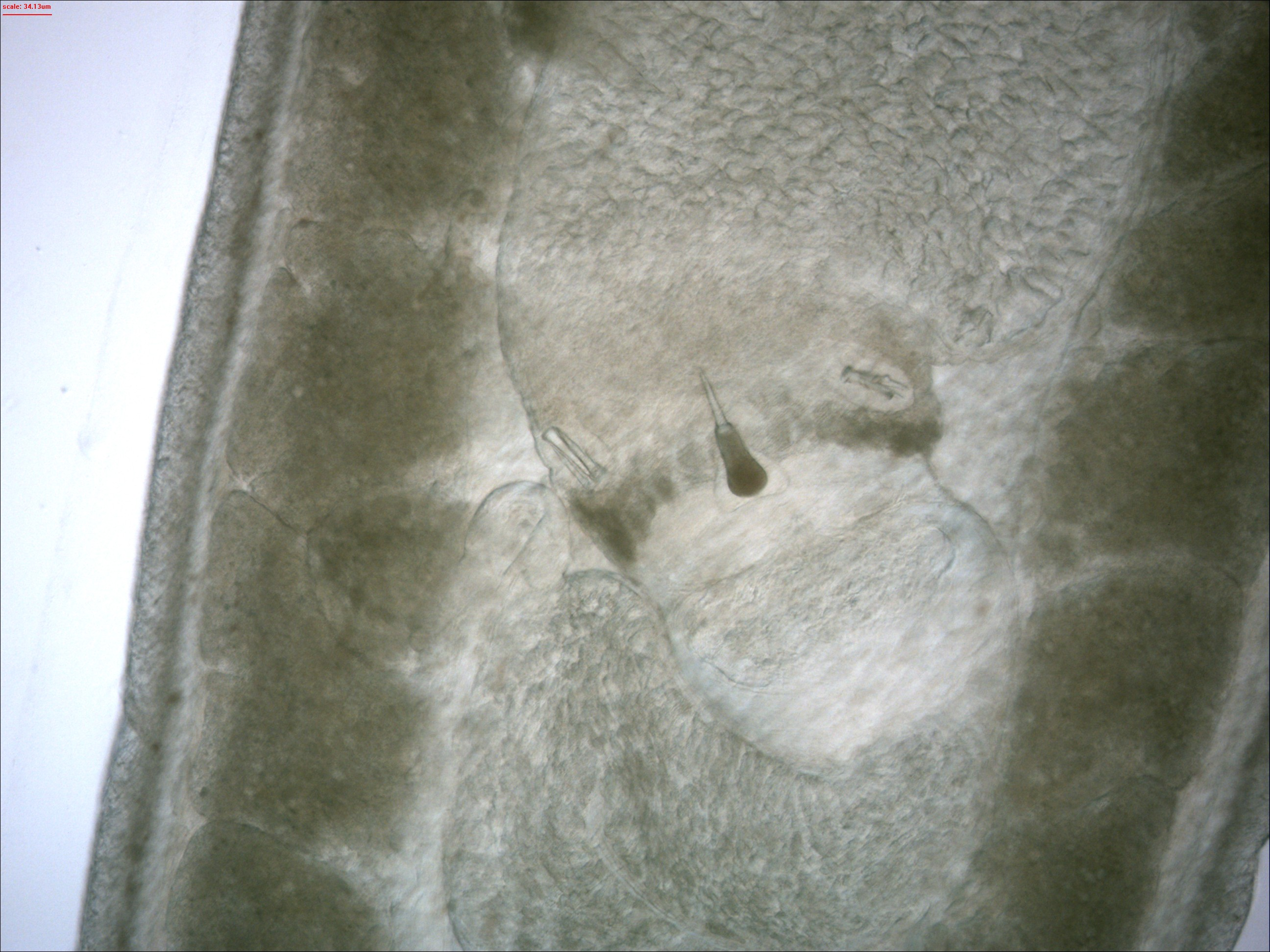
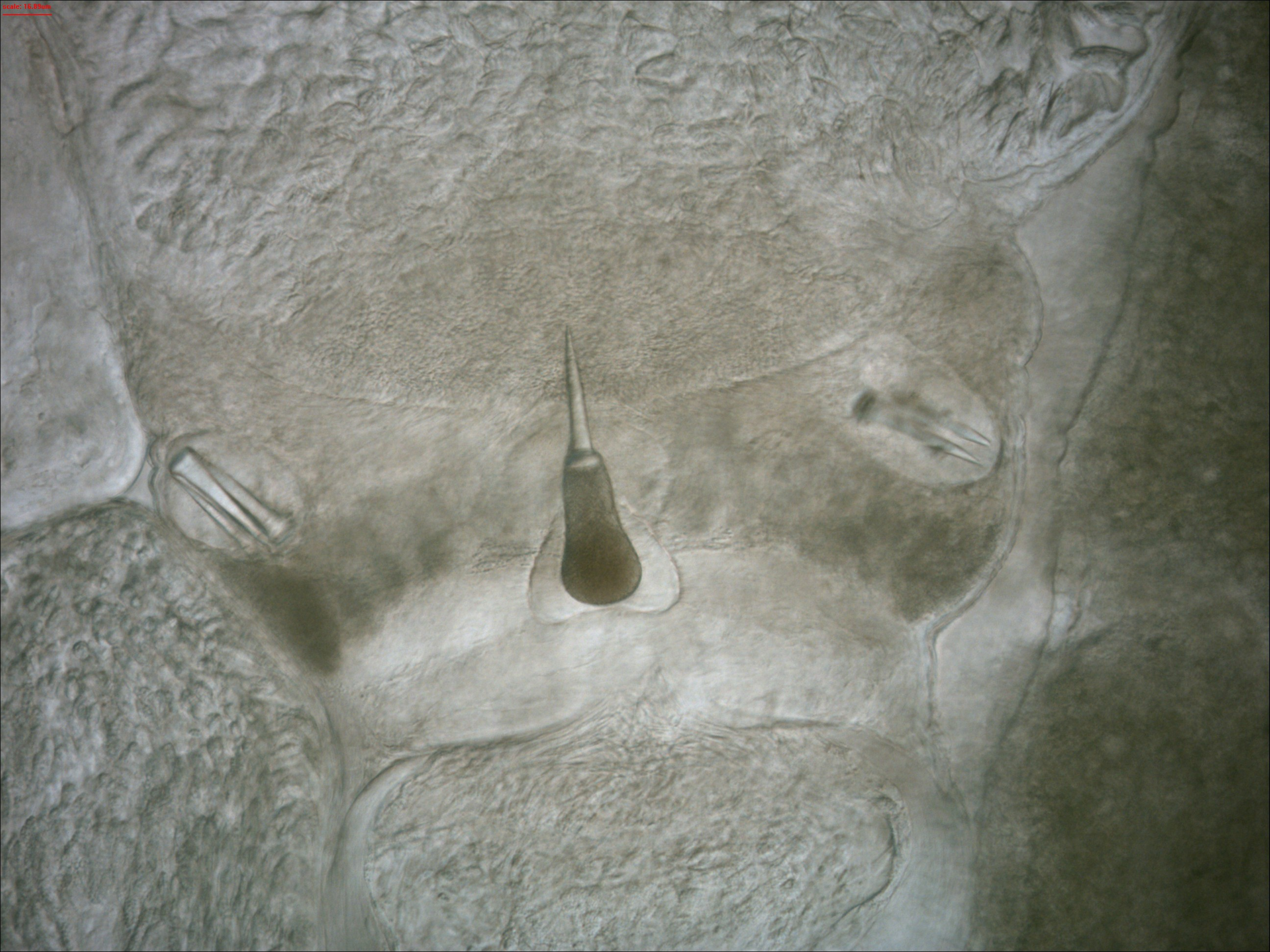
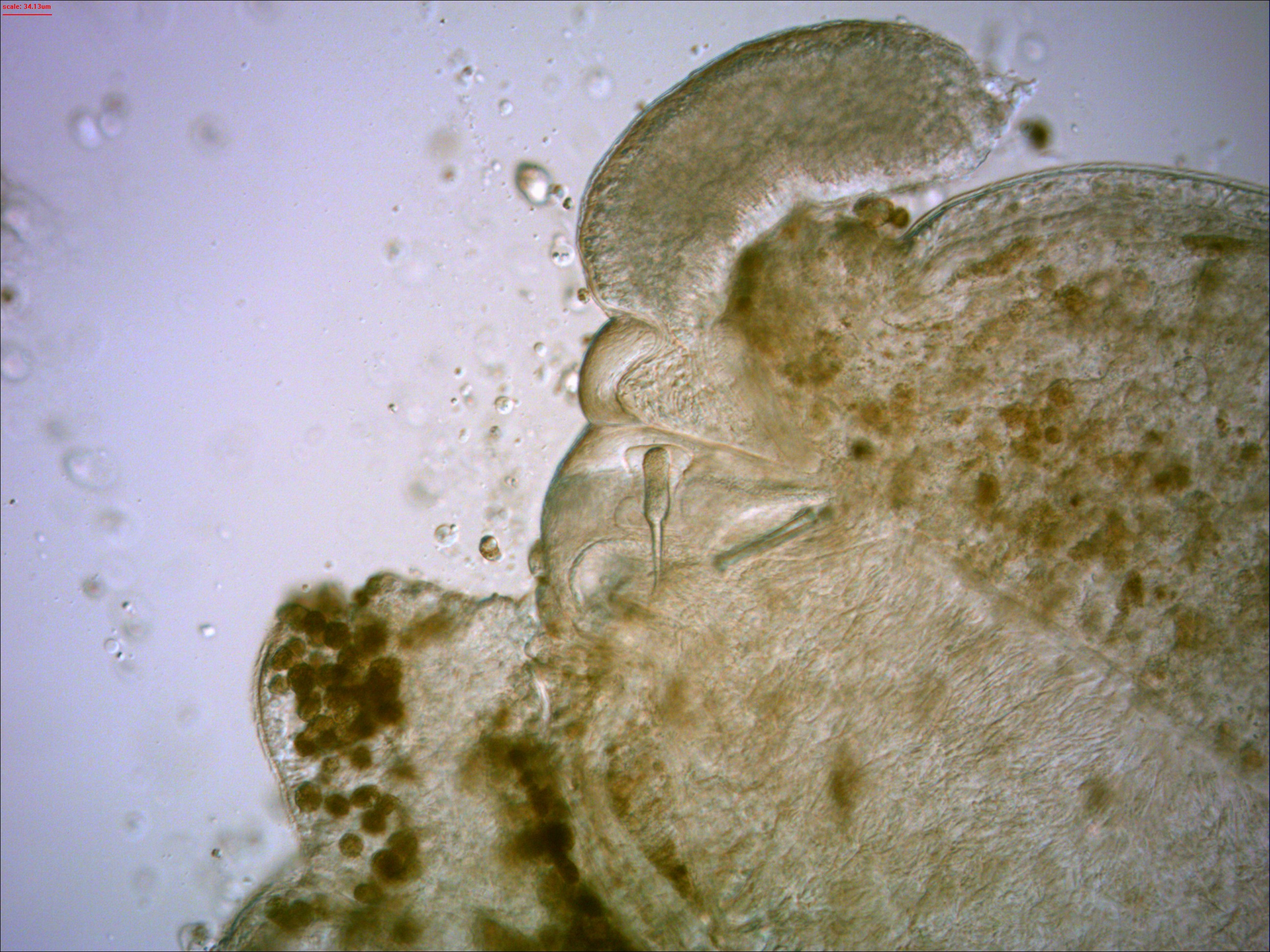